# Burmilla

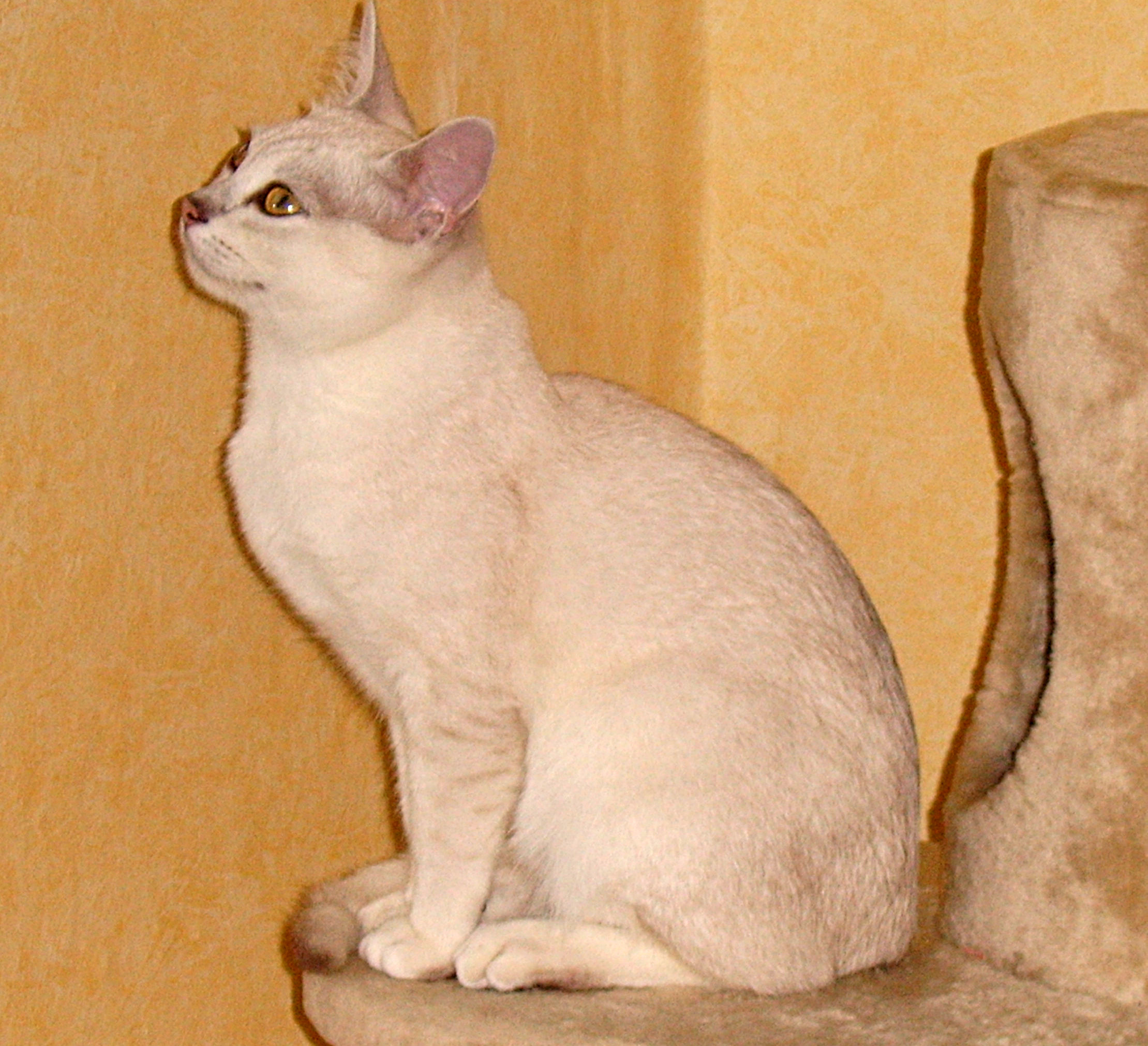
Burmilla macska

A burmilla a burma macska és a csincsilla színárnyalatú perzsa macska keresztezésével jött létre. Nagy-Britanniában tenyésztették ki 1981-ben egy lila burma nőstény és egy csincsilla kandúr véletlen párzása következtében. A négy kismacska volt a fajta alapítója. A Burmilla Macska Klub 1984-ben alakult. Még mindig nincs hivatalosan elfogadva, mégis egyre népszerűbb. A fajta jó természetérű, barátságos és kitűnő házi kedvenc.

## Fajtajellemzők
- Változatok: ezüst, standard.
- Színek: ezüst vagy arany, feketével spriccelve, vagy bármilyen standard szín. Az ezüstöknél a szín intenzitása csökkenhet.
- Bunda hossza: közepesen rövid.
- Bunda típusa: puha és sűrű.
- Mintázata: néhány halványabb folt a hason és cirmos jegyek. M alakú rajzolat a fejen. A farok halványan színezett, és enyhe csúcsban végződik.
- Mérete: közepes.
- Jellegzetességek: erős testalkat, gömböjű fej, téglavörös orrtükör. Szemei a mandulavágású és a kerek közötti átmenetet képviselik. Színük zöld. A fülek közepes méretűek és előre néznek. Farka közepesen hosszú, elvékonyodó, és enyhe csúcsban végződik, farkát büszkén tartja enyhén felfelé. Lábai karcsúak, a hátsó lábak hosszabbak, mint a mellsők, a mancsok ovális alakúak, fekete talppárnákkal.